# Ramón Gorgé Soler

Ramón Gorgé (y) Soler (Alicante, 29 de diciembre de 1853 - Elda, 1 de septiembre de 1925) fue un compositor, director de orquesta y maestro de capilla español.

## Vida
Ramón Gorgé Soler nació en Alicante, en la calle de Astilleros s/n, el 29 de diciembre de 1853, hijo de Ramón Gorgé y Molina y Concepción Soler. Fue bautizado en la Colegiata de San Nicolás. El padre era músico y constructor de instrumentos musicales y todos sus hermanos también fueron músicos: Pablo, Pepe y Paco.
Siguió los pasos de su padre en la construcción de instrumentos musicales y en 1879 consiguió cierta notoriedad con su «copólogo», compuesto por 25 copas de cristal. También construyó un armonium con varios efectos sonoros que empleaba en sus trabajos de música religiosa.
En 1880 fallecía Francisco Villar, el maestro de capilla de la Colegiata de San Nicolás de Alicante. El cargo debió ser ocupada brevemente por Domingo Gisbert, para pasar a manos de Ramón Gorgé en el mismo año. Debió dejar el cargo en 1881, cuando se trasladó a Elda, donde se le había solicitado como director de la Banda de Municipal. Le sucedió Rafael Pastor Marco y en 1893 Francisco Senante Llaudés en el magisterio alicantino.
Se casó en Alicante con Milagro Borrás y Marco, con quien tuvo dos hijas, Milagros y Ester. Se trasladó con la familia a Elda, pero tuvo que dejar la dirección de la Banda Municipal en 1883 para dedicarse a la carrera de su hija Milagritos, que era una cantante excepcional. Con la niña realizó diversas giras por Europa, solo regresando a Elda definitivamente en 1886, retomando la dirección de la Banda Municipal Santa Cecilia.
Realizó una profunda renovación de la Banda Municipal de Elda, convirtiéndola en una de las mejores de la provincia de Alicante. En 1900 ganó un concurso de bandas en Alicante, imponiéndose a las bandas de Novelda, Muchamiel, Cehegín y Bocairente. La banda ganó tocando el pasodoble de la zarzuela La alegría de la huerta de Chueca, que se había estrenado en Madrid cinco días antes. Hasta su partida en 1914, el director Gorgé había conseguido otros premios en concursos en Valencia y Murcia.
Tras su paso por la banda pasó a la formación de coros parroquiales. Falleció en Elda el 1 de septiembre de 1925, en su casa de la plaza Sagasta, cuidado por su hija Milagros, de una mielitis crónica. Elda le ha dedicado una calle.

## Obra
Como compositor destacan su zarzuela «alicantina», La mejor tierra del mundo, con su hermano Pablo, y libreto de Pascual Orozco y Antonio Carratalá. Se estrenó en el Teatro Principal de Alicante en 1890. También compuso la zarzuela Rosalía, con libreto de Maximiliano García Soriano, estrenada en Elda, en el teatro Castelar. Otra obra seglar a destacar fue El tesoro de la sultana de 1890 y El campero.
Entre sus obras religiosas destacan el Himno de bienvenida a los Santos Patronos (1904) y una Misa en fa.